# Jatobá do Piauí
Jatobá do Piauí este un oraș în Piauí (PI), Brazilia.